# Giorgio Saviane
Giorgio Saviane (Castelfranco Veneto, 16 febbraio 1916 – Firenze, 18 dicembre 2000) è stato uno scrittore italiano.

## Biografia
Nel Veneto trascorse l'infanzia e l'adolescenza e compì i suoi studi, prima in un collegio di Treviso gestito da religiosi, poi nelle scuole pubbliche di Padova. Il breve ma intenso e travagliato soggiorno in collegio segnò profondamente la formazione del giovane Saviane, «perché è da questa esperienza che nasce il conflitto, sempre poi ritornante nei suoi libri, tra una spiccatissima tendenza alla eterosessualità (...) e i terrori dell'inferno (...). Da qui una prima giovanile ribellione al conformismo d'ogni genere, anche politico, con conseguenze pratiche piuttosto clamorose». Tra queste, l'espulsione dal Partito nazionale fascista. Dopo la laurea in giurisprudenza conseguita all'università di Padova, gli fu interdetta l'iscrizione all'albo dei procuratori.
Durante la seconda guerra mondiale, partecipò alla guerriglia partigiana in Valtellina. Al termine del conflitto si trasferì a Firenze, dove avrebbe trascorso il resto della sua vita. Dopo aver trovato lavoro come avvocato civilista presso uno studio legale, ben presto si affermò e svolse una brillante attività professionale. Non altrettanto fortunati furono i suoi tentativi di dare alle stampe i suoi primi lavori letterari. Gli riuscì infatti molto difficile ottenere un minimo di attenzione da parte degli editori, almeno fino alla pubblicazione da parte di Guanda del suo primo romanzo Le due folle (1957), che ebbe peraltro una diffusione modesta. Quattro anni dopo, ebbe invece una vasta risonanza il romanzo L'inquisito, grazie anche al contenuto giuridico e, in particolare, alle problematiche di tipo inquisitorio con amare riflessioni sulla precarietà della giustizia, se non sulla sua inattingibilità.
Il successivo romanzo Il Papa (1963) fu finalista al Premio Strega e vincitore del Campiello. Da questa narrativa emerge una sofferta introspezione spirituale che contraddistinguerà anche la sua produzione successiva. Con la notorietà ebbe inizio anche la collaborazione a quotidiani come Il Tempo e Il resto del Carlino e a riviste come Uomini e libri e La Fiera letteraria. Seguirà un lungo periodo di studi e letture storiche, filosofiche e antropologiche, che saranno di supporto al nuovo romanzo Il mare verticale (1973) pubblicato da Rusconi con ampia introduzione di Carlo Salinari.
Dal romanzo Eutanasia di un amore edito nel 1976 fu tratto due anni dopo il film omonimo, diretto da Enrico Maria Salerno, che suscitò reazioni controverse. Il libro fu invece premiato con il Premio Bancarella nel 1977. Qualche suo romanzo è stato tradotto in diverse lingue e molti suoi racconti furono inseriti nei testi scolastici negli anni ottanta del secolo scorso.
Oltre alle lacerazioni psicologiche, nella narrativa di Saviane è ben riconoscibile una forte carica ideologica che «tocca, alle radici, i motivi della solitudine esistenziale, dell'angosciante presenza del male e del dolore, dei totem e dei tabù di una società massificata, del rebus-Dio, del rapporto con l'Altro, del mistero e dell'orrore della morte eterna.». Nei romanzi e nei racconti che seguirono negli ultimi due decenni dello scorso secolo (anni ottanta e novanta), l'ispirazione e l'intensità rappresentativa si affievolirono di molto, rispetto alla precedente produzione. Tuttavia, ciò non basta a spiegare il totale oblio seguito alla morte di questo autore, avvenuta poco prima del Natale del 2000.
È sepolto nel cimitero monumentale delle Porte Sante di Firenze.

## Riconoscimenti
- 1963: Premio Selezione Campiello.[6] per Il papa;
- 1973: Premio Selezione Campiello.[6] per Il mare verticale,
- 1974: Premio Fiera Letteraria[7] per Il mare verticale,
- 1976: Premio Bancarella[8] per Eutanasia di un amore,
- 1987: Premio Nazionale Rhegium Julii, Narrativa[9] per Il terzo aspetto,
- 1989: Premio Pirandello per la narrativa.[10] per Il narratore e i suoi testi,

## Opere
- Le due folle, Parma, Guanda, 1957.
- L'inquisito, Milano, Lerici, 1961.
- Il papa, Milano, Rizzoli, 1963.
- Il passo lungo, Milano, Rizzoli, 1965.
- Le molte giustizie, a cura di, Milano, Ferro, 1967.
- Di profilo si nasce, Milano, Bietti, 1973.
- Il mare verticale, Milano, Rusconi, Milano 1973.
- Eutanasia di un amore, Milano, Rizzoli, 1976.
- La donna di legno, Milano, Rizzoli, 1979.
- Getsèmani, Milano, A. Mondadori, 1980.
- Il tesoro dei Pellizzari, Milano, A. Mondadori, 1982.
- Racconti, Napoli, Liguori, 1983. ISBN 88-207-1219-9.
- La casa dei Pellizzari, Milano, Mursia, 1983.
- Il Mosca e l'agnello, Torino, SEI, 1984. ISBN 88-05-03822-9.
- Cenerentola a Urbino, Firenze, Sansoni, 1985.
- Il terzo aspetto, Milano, A. Mondadori, 1987. ISBN 88-04-30557-6.
- Diario intimo di un cattivo, Milano, Rizzoli, 1989. ISBN 88-17-66649-1.
- Il gatto Lorenzino e altri racconti, Milano, A. Mondadori per la scuola, 1989. ISBN 88-04-31943-7.
- Il narratore e i suoi testi, antologia a cura di Antonio Gagliardi, Firenze, La nuova Italia Scientifica, 1990.
- L'automobile a due ruote, Napoli, Guida, 1990. ISBN 88-7188-005-6.
- Una vergogna civile, Milano, Rizzoli, 1991. ISBN 88-17-66648-3.
- In attesa di lei, Milano, A. Mondadori, 1992. ISBN 88-04-36258-8.
- Voglio parlare con Dio, Milano, Mondadori, 1996. ISBN 88-04-41969-5.
- Giacomo Leopardi e l'amore, a cura di, Empoli, Ibiskos, 1998.
- Barbetta e l'agnello, Monte Cremasco, Cartedit, 1998.
- Mio Dio, Rimini, Guaraldi, 2014. ISBN 978-88-6927-023-9. [Estratti da: Il papa, Getsèmani, Il mare verticale, Voglio parlare con Dio]